# ظربان أمريكي مخطط
ظربان أمريكي مخطط أو ظربان أمريكي مقلم (الاسم العلمي Mephitis mephitis) هو نوع من جنس ميفيتيس من فصيلة الظربانيات التي تستوطن جنوب كندا والولايات المتحدة وشمال المكسيك،
ويطلق الظربان الأمريكي المخطط روائح كريهة من غدتين تقعان على جانبي الشرج تطلقان إفرازاتها السائلة
مسافة قد تصل إلى ثلاثة أمتار، لكن بالمقابل يستحصل البشر منه على فراء فاخر يتميز بلونه الأسود والذي يحمل شريطًا أبيض على كل من جانبيه يمتدان حتى جانبي الذيل.